# Paladilhia hungarica
Paladilhia hungarica là một loài động vật chân bụng trong họ Moitessieriidae. Nó là loài đặc hữu của Hungary.